# Amiga
|  | Per a altres significats vegeu Amistat o Amistat (Facebook). |

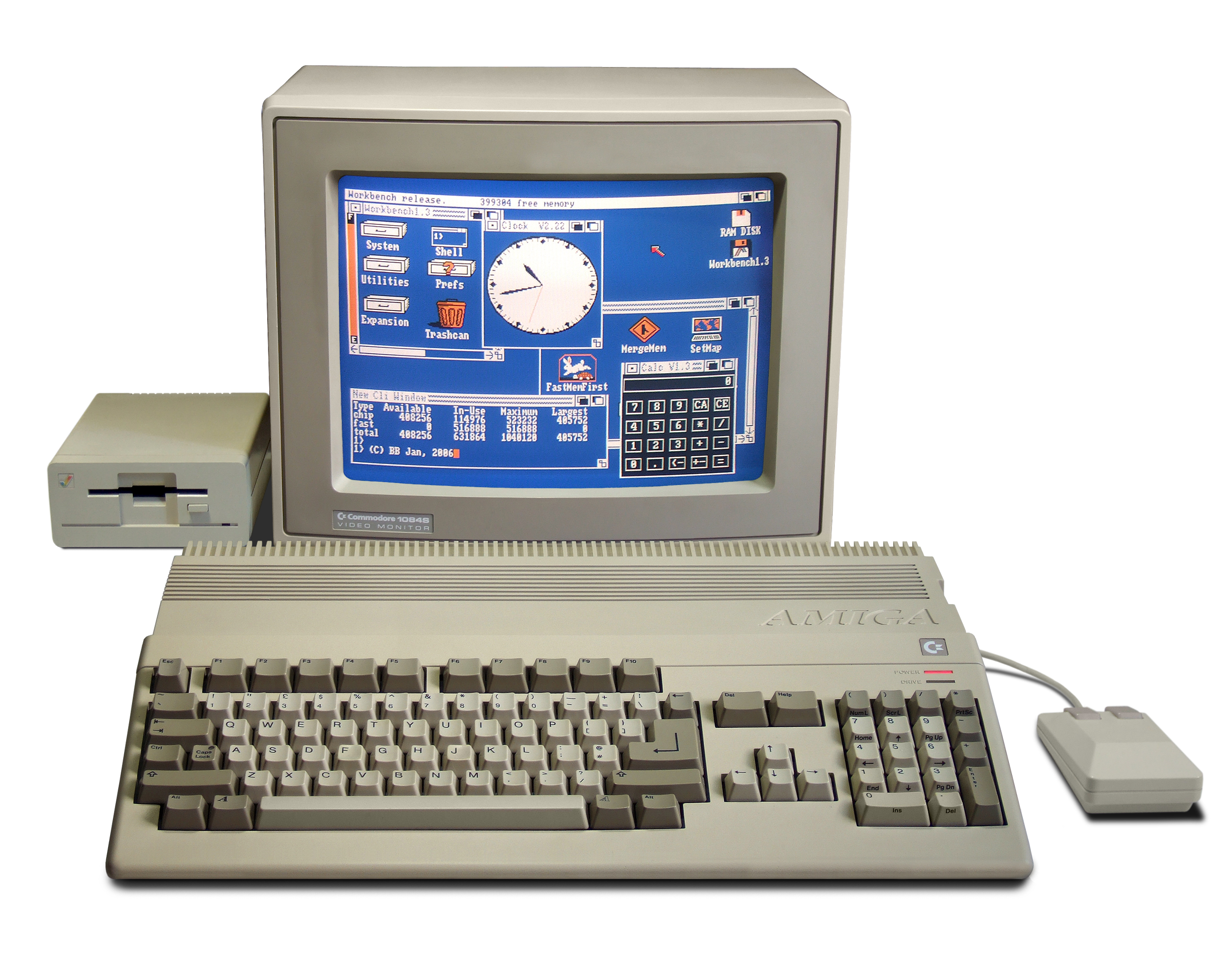
Un Amiga 500 de 1987

Amiga és el nom sota el qual van aparèixer una sèrie d'ordinadors personals de l'empresa Commodore entre la meitat de la dècada dels anys 80 i principis dels 90.

## Característiques tècniques
Aquests ordinadors usen processadors de la familia Motorola 68000. Es van fer molt populars per una sèrie d'avantatges que aquests no presentaven i que situaven els Amiga a anys llum dels seus competidors. Algunes d'aquestes característiques del Amiga 100, el model original són:
- Gran resolució de pantalla i nombre de colors. Mentre que els PC de l'època amb penes i treballs presentaven més de quatre colors en pantalla, els Amiga suportaven 4096 colors al mateix temps en el mode gràfic Hold-and-Modify (HAM6), o en paletes de fins a 32 colors.
- Qualitat de so. Disposaven de quatre canals (2+2 estèreo) per a la reproducció d'àudio digital. En una època en què els PCs només podien emetre "bips" per l'altaveu intern, aquests ordinadors podien reproduir música i sons digitalitzats (com és comú actualment). D'aquesta capacitat per tractar àudio va sorgir, entre d'altres, el "boom" dels fitxers .MOD o composicions realitzades mitjançant trackers, que permetien una qualitat de so molt elevada per a l'època i que van tardar anys a poder ser escoltats en PCs i compatibles.
- Sistema operatiu avançat. Mentre que als PCs el sistema operatiu més habitual era l'MS-DOS de Microsoft, que no oferia multitasca i presentava la pantalla en negre per a la inserció d'ordres de text que l'usuari havia de conéixer, AmigaOS és un sistema operatiu de temps real amb multitasca preemptiva i prioritats dures, amb entorn gràfic d'usuari.

Aquestes capacitats i les millores introduïdes al maquinari i programari nous van fer que el camp on més destacara l'ús dels Amiga fóra en el dels videojocs, donada la seua alta qualitat sobretot gràfica i de so. També destacava per a la composició musical i per al disseny gràfic. Diversos seqüenciadors MIDI i programes de dibuix, com el Deluxe Paint (que va tenir més endavant versió per a IBM-PC i compatibles), van ser molt populars. També va tindre aplicacions en el món de la televisió i edició de vídeo.

## Models i variants
Durant la seva vida comercial, Commodore va produir els següents sistemes Amiga:

### Primera Generació
- Amiga 1000

### Segona Generació (Fat Agnus)
- Amiga 500 (Fat Agnus, format de sobretaula amb teclat integrat)
- Amiga 2000 (Bus Zorro II, controlador de disc dur)
- Amiga 2500 (variant amb dues disqueteres preinstalades)

### Tercera Generació (Chipset ECS)
- Amiga 500+ (A500 però ECS)
- Amiga 600 (mida reduïda, controlador IDE, PCMCIA slot, fa servir SMT a la placa base)
- Amiga CDTV (cdrom set top box)
- Amiga 3000 (68030 + 68881/68882)
- Amiga 3000T (torre)

### Quarta Generació (Chipset AGA)
- Amiga 1200 (68020)
- Amiga 4000 (68040)
- Amiga 4000T (torre)
- Amiga CD32 (consola de videojocs)

## Davallada dels Amiga
La manca d'una actualització constant dels models i els problemes de l'empresa van fer que l'Amiga va perdre la batalla per la conquesta del mercat domèstic. A pesar del seu avantatge inicial respecte als PCs, va perdre terreny front a aquests, ja que els darrers van augmentar i millorar les seues capacitats, primer fins a igualar-les a les dels Amiga i després sobrepassant-les. La inexistència de models clònics compatibles impossibilitava una rebaixa dels preus.
A principi dels anys 1990, en un intent de revifar la seua posició al mercat, va aparéixer un nou model, l'Amiga 1200, més potent i amb major resolució que els anteriors, amb capacitats de Genlock de sèrie (cosa que el va fer popular per a tasques d'edició de vídeo i disseny gràfic aplicat a la TV en cadenes de mida mitjana i petita), i fins i tot era actualitzable a les noves tecnologies multimèdia (com el CD-ROM) que anaven sorgint. Al mateix temps també va aparèixer l'Amiga 4000, orientat al mercat professional.

## Fallida de Commodore

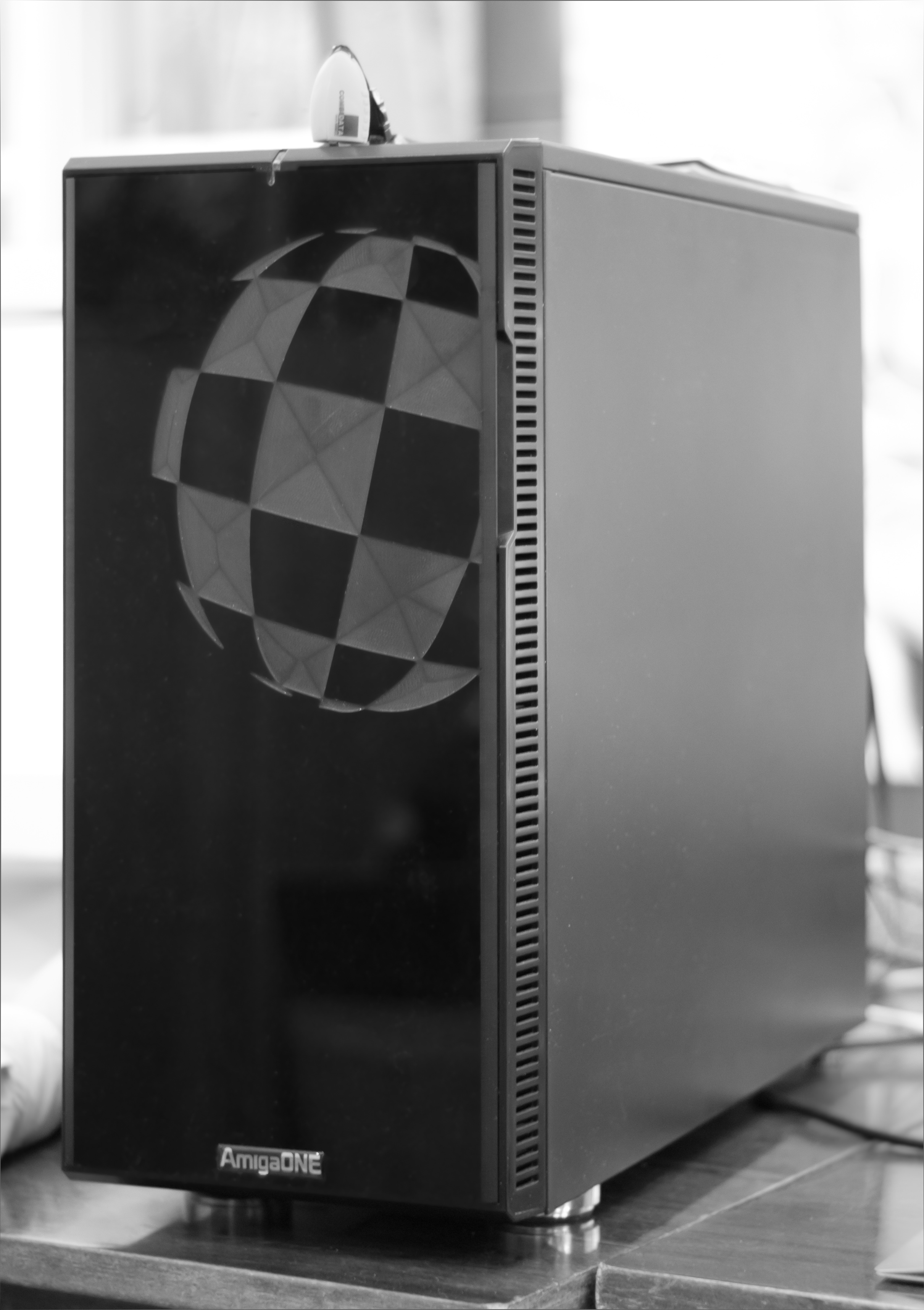
AmigaOne X1000

En pocs anys l'empresa va fer fallida i va ser venuda a un distribuïdor majorista d'ordinadors personals dels EUA que no va tornar a posar a la venda cap nou model d'Amiga. Els drets van ser venuts a una empresa de nova creació, Amiga Inc., que va començar el procés de renovació del sistema operatiu dels Amiga clàssics, amb noves especificacions, anomenades zico, que havien de complir les noves màquines i va subcontractar el desenvolupament de nou maquinari i sistema operatiu. Fruit d'això va aparèixer l'AmigaOne de l'empresa Eyetech i posteriorment el MicroA1, ambdós amb microprocessadors PowerPC, disponibles en l'actualitat. D'altra banda Hyperion estava enllestint el desenvolupament de la versió 4 de l'AmigaOS, del qual ja feia temps que n'hi havia versions beta totalment estables i usables, i era compatible amb l'antiga versió del sistema operatiu.
Paral·lelament al desenvolupament de les noves màquines es va desenvolupar l'AmigaDE (posteriorment AmigaAnywhere), un entorn digital per poder-lo emprar en multitud d'aparells i processadors, des d'ordinadors personals fins a telèfons mòbils, passant per neveres, forns, rentadores, PDAs i tota mena d'aparells de la llar. La versió 1.5 funciona vaamb processadors ARM, StrongARM, intel X-Scale, OMAP, PowerPC, MIPS, x86, i les sèries Hitachi SH i sobre sistemes operatius inclosos Linux, windows CE .NET, windows 2000 i windows XP. Es preveia una fusió de l'entorn digital AmigaAnywhere i la futura versió 5.0 de l'AmigaOS.
A més a més, els anys que no hi va haver desenvolupament de nou maquinari va aparèixer un altre ordinador actualitzat amb microprocessadors PowerPC G3 i G4, el Pegasos de bplan GmbH, amb un sistema operatiu compatible amb AmigaOS 3.1, el MorphOS (versió 1.4.5) i també es distribuïa amb LinuxPPC, que es deia que podria fer funcionar AmigaOS 4.0 en el futur tal com va confirmar Hyperion en una nota de premsa.
Hi ha grups d'entusiastes que es dediquen a mantindre pàgines amb informació i a crear i mantindre nou programari per als usuaris que encara hi ha d'aquestes màquina via Internet.